# 西查塔姆 (麻薩諸塞州)
西查塔姆（英語：West Chatham）是位於美國麻薩諸塞州巴恩斯特布爾縣的一個普查規定居民點。

## 人口
根據2020年美國人口普查的數據，西查塔姆的面積為8.60平方千米，當中陸地面積為7.57平方千米，而水域面積為1.02平方千米。當地共有人口1619人，而人口密度為每平方千米188.26人。